# Radio. Miesięcznik dla techników i amatorów
Radio. Miesięcznik dla techników i amatorów – polskie czasopismo o tematyce radiotechnicznej, wydawane od marca 1946 r. do grudnia 1950 r. przez Biuro Wydawnictw Polskiego Radia. Od roku 1951 pismo zostało połączone z miesięcznikiem "Radioamator.".